# San Juan del Puerto
San Juan del Puerto – miasto w Hiszpanii, we wspólnocie autonomicznej Andaluzja, w prowincji Huelva. W 2009 liczyło 8049 mieszkańców.